# 性愛娃娃

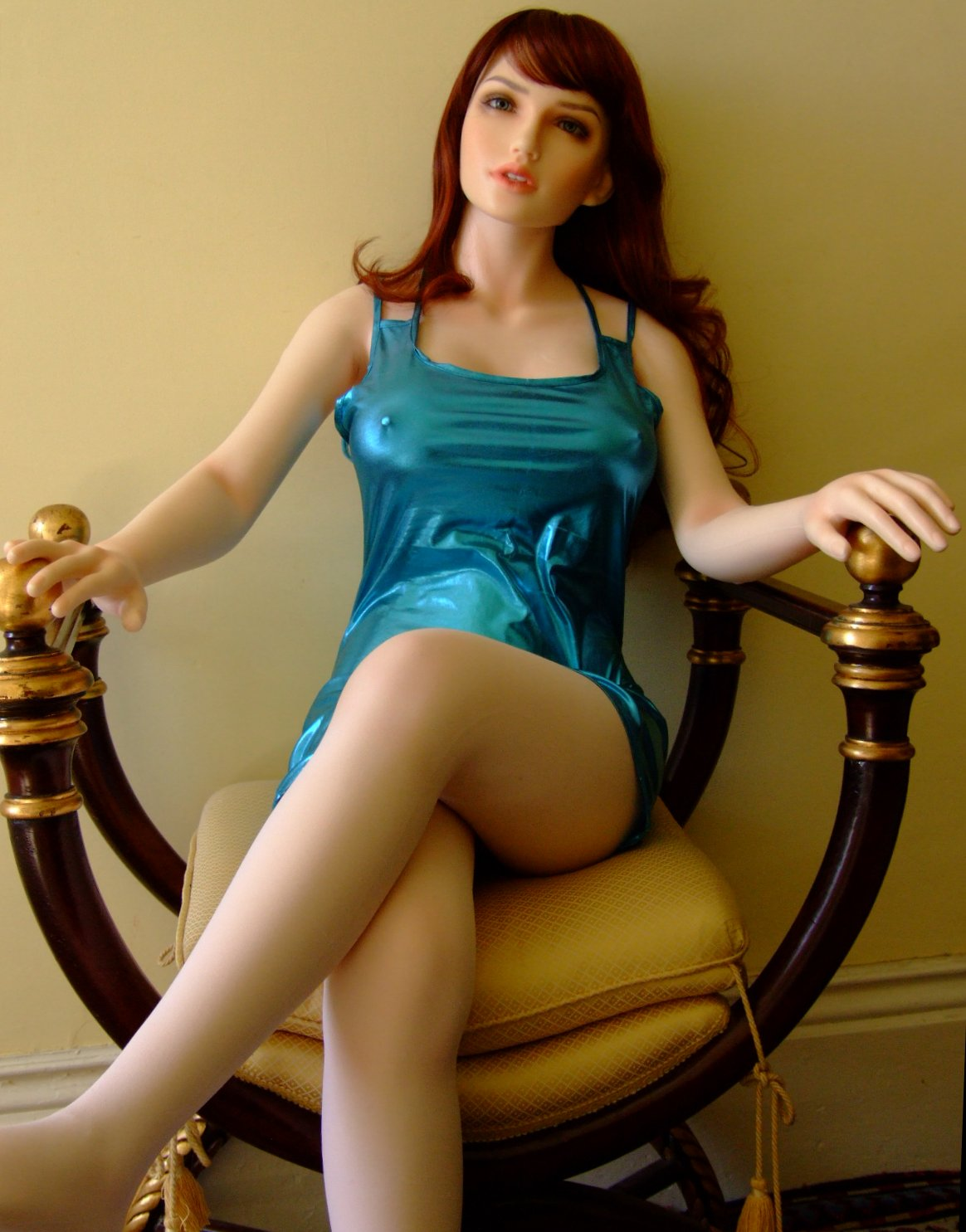
仿人形的性玩具之一

成人娃娃，過去的成人娃娃多採用充氣式設計故又稱充氣娃娃（blow up doll），又作性愛娃娃，目前台灣地區較常見的名稱為矽膠娃娃是主要的稱呼用詞。俗稱女朋友或男朋友，是一種真人大小、人體形狀的性玩具，可讓使用者進行自行性刺激，在行為中獲得快感。从21世紀開始，成人娃娃在工業製作上愈來愈接近真人形象的外觀與質感，尤以日本為甚，现成為性產業中新崛起的勢力之一。

## 歷史
清朝梁章鉅著书《浪跡叢談》卷五，引吳德芝文章〈天主教書事〉說：「西洋國天主教，前未之有也。明季，其國人利瑪竇、湯若望、南懷仁先後來中國，人多信之。……又能制物為倮婦人，肌膚、骸骨、耳目、齒舌、陰竅無一不具，初折疊如衣物；以氣吹之，則柔軟溫暖如美人，可擁以交接如人道。其巧而喪心如此。」清朝夏燮著书《中西纪事》卷二，谈到：“洋人又能制物为裸妇人，肌肤、骸骨、耳目、齿舌、阴窍无一不具，初折迭如衣物；以气吹之，则柔软温暖如美人，可拥以交接如人道。其巧而丧心如此。”由此推断，其历史已有百年。當時的性愛娃娃，出現於只有男人的環境中使人解決性需要。至1950年代，性愛娃娃作為性玩具於德國市場上售賣，其設計甚至啟發了羅絲·韓德勒創造芭比娃娃。
20世紀中期，日本首次派探險隊往南極。探險隊隊員長期禁慾會影響健康，因此日本人動用公費研製出高質素性愛吹氣娃娃「南極1號」，解決南極探險隊的生理需要。因而在1990年代，日本成人视频制造商KUKI甚至推出以仿性愛娃娃為主題的AV系列《南極2號》。
1970年代，典型的充氣性愛娃娃首次出現於日本；1990年代，性愛娃娃的質感已經比較接近真人的皮膚，但摸起來還是硬綁綁。同期亦有廠家試圖製造有骨骼的娃娃，產品效果並不理想。2000年代，日本出產的娃娃造型以假亂真，觸感亦接近真人皮膚。
進入2000年後，越來越多的娃娃在中國大陸工廠生產，因此，中國大陸的娃娃生產廠家獲得更多娃娃製作經驗，目前中國已經成為全球最大的娃娃生產基地。此外，在中國大陸，娃娃除了在線上商店銷售外，也開立了越來越多的娃娃線下體驗店。2019年開始，澳洲、德國、丹麥等地陸續立法明確禁止人們持有兒童造型的性愛娃娃，但當中理據沒有得到科學支持。

## 設計
少女性愛娃娃一般以仿少女為形狀，設有陰道及能夠張開的嘴巴，使男性能够把陽具放進洞內摩擦並產生快感；壯男性愛娃娃則以壯男為形狀，售賣對象主要為女性及男同性戀者。踏入二十一世紀，性愛娃娃採用具有形狀記憶力的凝胶体製造（近年亦有採用樹脂），觸感已跟真人皮膚與肌肉無異，並有球狀關節，可做出不同動作。現在機器人方面發展讓人相信性愛機械人終有一日會被製造並發售，目前已有製造商引入此概念，生產了一些懂得轉變體溫與心跳的性愛機械娃娃雛形。
常見材質還包括高级医用无毒软体硅胶或TPE材料等，近年來有更多仿真膚質材料發展中。 

## 衛生問題
性愛娃娃也可能成為性病傳染的途徑。1996年搞笑諾貝爾獎公共衛生獎頒給格陵蘭努克的愛倫·克萊斯特（Ellen Kleist）及挪威奧斯陸的哈洛得·摩伊（Harald Moi），他們因為《經由充氣娃娃造成的淋病傳染途徑》（Transmission of Gonorrhea Through an Inflatable Doll）獲獎，內容描述一名船員因為借用其他船員的性愛娃娃，而使用前沒有妥善清潔，因此傳染到前一名船員的淋病。

## 外部連結
- （中文）凤凰卫视节目李敖有话说2006-01-02/03（视频）